# Партия мирного обновления

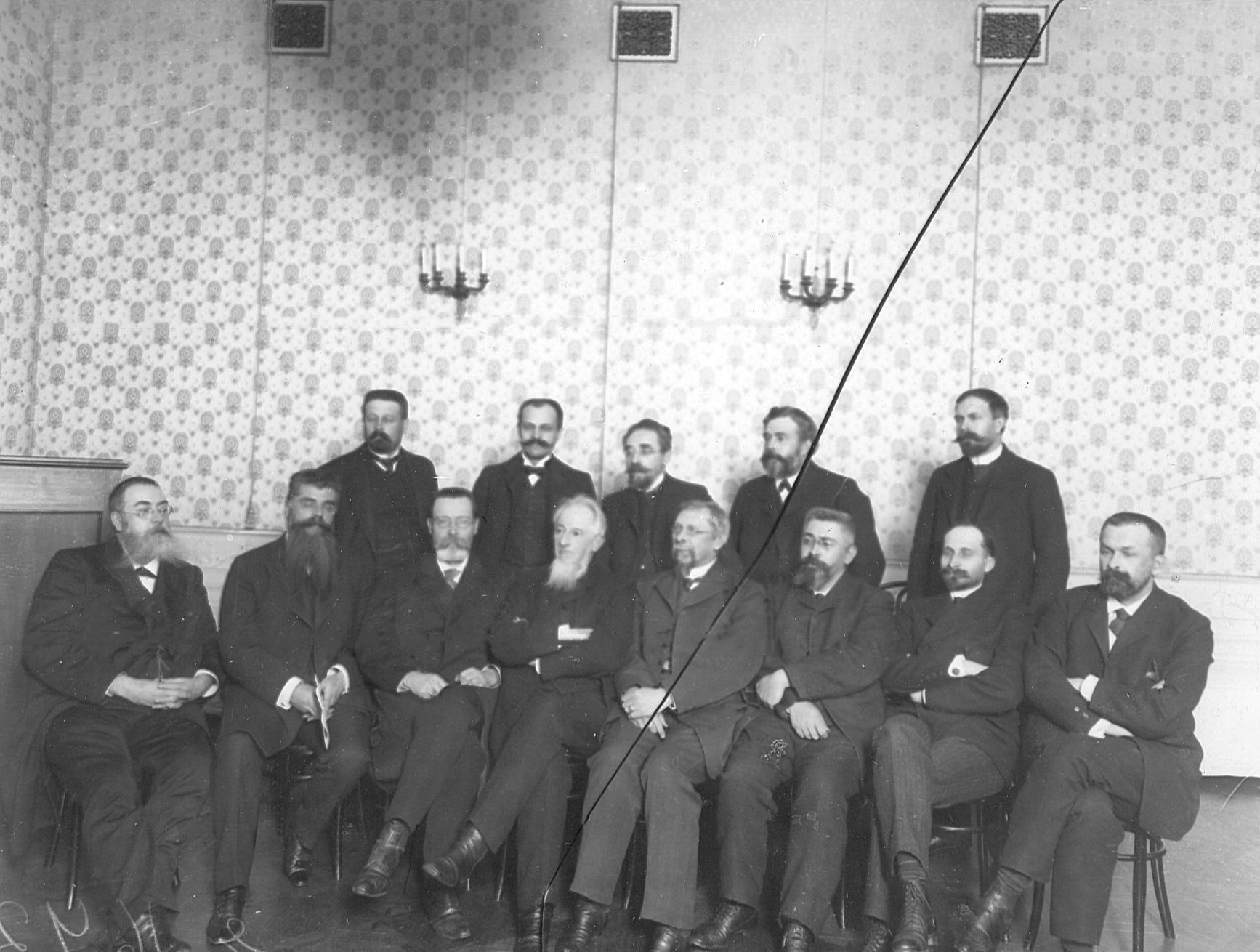
Члены ЦК партии мирного обновления. Сидят: А. С. Вишняков, М. А. Стахович, Д. Н. Шипов, гр. П. А. Гейден, Н. Д. Байдак, И. Н. Ефремов, Н. Н. Львов и кн. Е. Н. Трубецкой; стоят: А. А. Ячевский, гр. Э. П. Беннигсен, Е. М. Дементьев, Н. Н. Коковцов и П. П. Рябушинский.

Па́ртия ми́рного обновле́ния — праволиберальная политическая партия в Российской империи начала XX века.

## История
Создана в июле 1906 бывшими левыми октябристами (П. А. Гейден, Д. Н. Шипов, М. А. Стахович и др.), бывшими правыми кадетами (Н. Н. Львов, Е. Н. Трубецкой и др.) и членами Партии демократических реформ на основе фракции «мирного обновления» в 1-й Государственной думе. Мирнообновленцы занимали промежуточное положение между октябристами и кадетами. В 3-й Государственной думе (1907) Партия мирного обновления объединилась с Партией демократических реформ во фракцию «прогрессистов», ставшую ядром партии прогрессистов.

## Программа
Партия мирного обновления выступала за конституционную монархию, при которой конституция и все законы могут приниматься, изменяться или отменяться только с обоюдного согласия народного представительства (парламента) и императора. Парламент предполагался двухпалатным: нижняя палата избирается путём равного и тайного голосования полноправными гражданами, верхняя — органами местного самоуправления. Только с согласия парламента могут устанавливаться налоги, осуществляться государственные расходы и привлекаться государственные займы. Исполнительная власть (министерство) должно быть ответственно перед народным представительством, осуществляющим контроль над целесообразностью и законностью действий правительства.
Право участия в выборах Партия мирного обновления предлагала предоставить только гражданам мужского пола, не моложе 25 лет. Голосование в городах, имеющих отдельное представительство, предлагалось сделать прямым, в остальных местностях — двухстепенным.
Программа партии провозглашала традиционные либеральные права и свободу личности:
- равенство всех граждан независимо от пола, национальности и вероисповедания;
- свободу совести и вероисповедания;
- свободу слова, петиций, объединений и собраний;
- свободу передвижения внутри страны и выезда за границу;
- неприкосновенность личности и жилища;
- недопустимость произвольных преследований, арестов и ограничения прав;
- право на судебную защиту.

Партия выступала за распространение местного самоуправления на всю территорию Российской Империи и предоставление права на представительство в органах местного самоуправления всем гражданам, независимо от пола, вероисповедания и национальности.
В области правосудия партия предлагала отменить все отступления от основных начал судебной реформы 20 ноября 1864 года, предоставить обвиняемым защиту на этапе предварительного следствия, ввести условное осуждение и досрочное освобождение, отменить смертную казнь.
В сфере образования Партия мирного обновления требовала:
- предоставить высшим учебным заведениям широкую автономию;
- отменить ограничения на поступление в высшие учебные заведения для женщин;
- отменить ограничения к поступлению в школу, связанные с происхождением и верой;
- отменить привилегии, предоставляемые выпускникам отдельных учебных заведений;
- постепенно ввести всеобщее, бесплатное и обязательное начальное образование.

В области экономики и финансов партия выступала за снижение таможенных пошлин и ставок косвенных налогов (вплоть до полной отмены последних), введение прогрессивного подоходного и имущественного налогообложения, перераспределение налоговых доходов от центра к бюджетам земель и городов, организацию кредита для развития мелких производств, отделение сберегательных касс от Государственного банка и предоставление Государственному Банку, как регулятору денежного обращения, независимости.
Партия декларировала необходимость пересмотра рабочего законодательства с целью защиты интересов трудящихся. Провозглашалась свобода стачек, предлагалось учредить инспекции по труду и примирительные камеры для урегулирования разногласий между рабочими и предпринимателями. Партия требовала сокращать рабочий день в зависимости от технических условий производства, улучшать условия труда (особенно во вредных производствах, женского и детского), ввести обязательное, при посредстве государства пенсионное страхование, страхование по болезни и страхование от несчастных случаев на производстве и профессиональных заболеваний.
Особое внимание Партия мирного обновления уделяла аграрному вопросу. Главной задачей аграрной политики партия видела наделение землей малоземельного и безземельного крестьянского населения. Для выполнения этой задачи партия предлагала наделять землей крестьян за счет государственных и церковных владений, а также и за счет принудительно выкупаемых по справедливой оценке государством частновладельческих земель. Также партия выступала за ограничение крупного землевладения путём установления максимума земельной площади, которая может находиться во владении одного лица в данной местности, распространение рабочего законодательства на наемных сельских рабочих, развитие сельскохозяйственного образования и сельскохозяйственного кредита, государственное содействие переселению крестьян на хутора и в незаселенные ранее области страны.